# Remorqueur de cibles
Un remorqueur de cibles est un avion — généralement militaire — destiné à tracter une cible volante pour l'entraînement au tir du personnel militaire. Ces avions permettent de former tout à la fois les servants de DCA mais aussi les pilotes d'avions de combat. Ces aéronefs sont apparus au cours de la Seconde Guerre mondiale.

## Historique

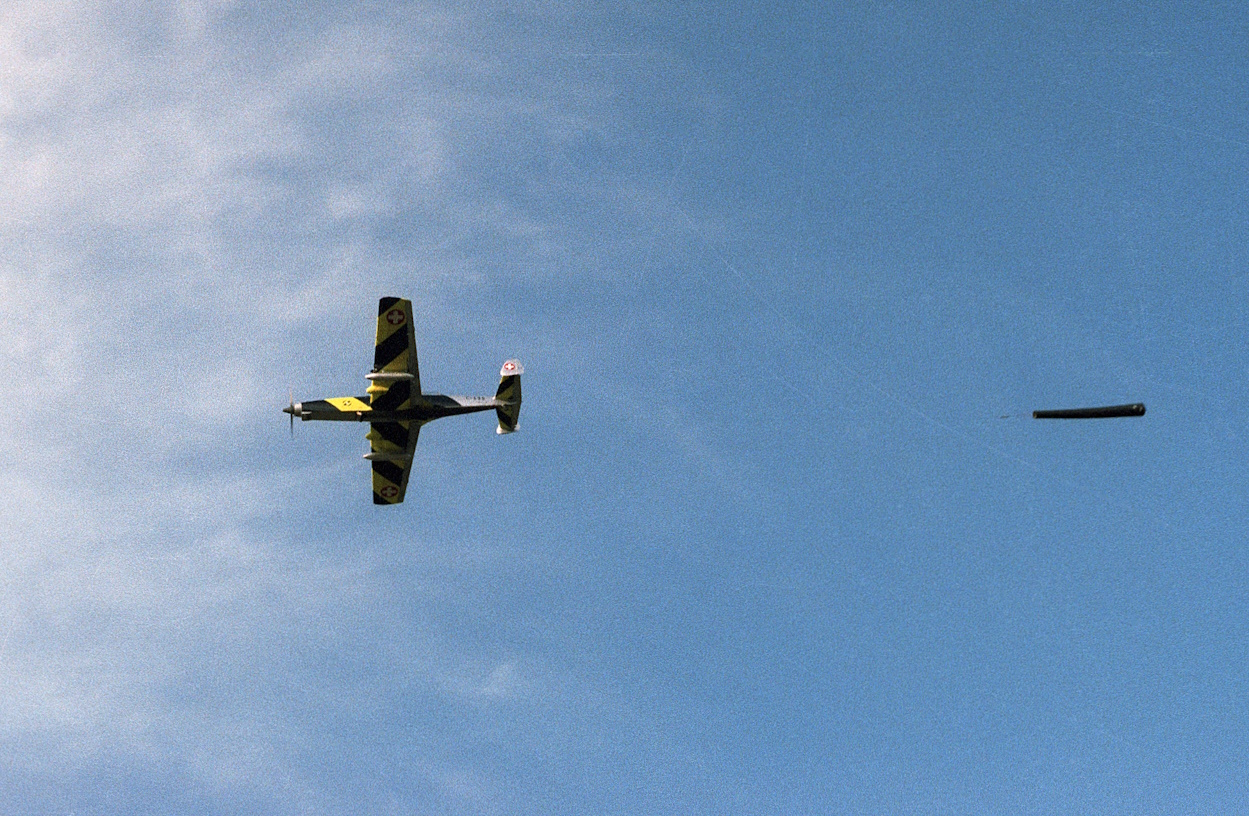
Un EFW C-3605 des Forces aériennes suisses s'apprête à relâcher sa cible (octobre 1980). Notez sa livrée bariolée.

Durant la Seconde Guerre mondiale, les forces alliées décidèrent d'augmenter leurs ressources en matière de tractage de cibles volantes. Au départ, les avions dédiés à ces missions étaient des appareils vieillissants désarmés et transformés pour l'occasion, comme le chasseur biplace Boulton Paul Defiant. Ils se distinguaient des autres appareils par des livrées colorées et assez vives, permettant de les voir très clairement et donc de ne pas les confondre avec les cibles. Par la suite, quelques avions spécialement conçus pour remplir cette mission furent mis au point.
Après-guerre, les besoins se firent toujours aussi forts, mais les avions à hélices laissèrent peu à peu la place à des avions à réaction, plus rapides et donc plus à même de demeurer semblables, du point de vue de la vitesse, aux avions que leurs cibles étaient censées simuler.
Avec le développement des drones, le rôle des remorqueurs de cibles se mua peu à peu en guidage d'avion-cible sans pilote. Une fois encore, ce furent des avions transformés qui remplirent ce rôle, à l'instar du Lockheed DC-130 Hercules. Au cours de la dernière décennie du XXe siècle, les avions de guidage furent peu à peu remplacés par des systèmes de guidage depuis le sol, scellant définitivement l'existence de ces avions. Le rôle de remorquage de cibles est désormais joué par des sociétés privées comme Apache Aviation et FR-Aviation Services, avec des jets d'affaires modifiés.
En France, les avions de chasse, comme le Mirage F1 désignés pour ce genre de rôle sont surnommés des « biroutes », eu égard à la forme vaguement phallique des cibles et de leurs conteneurs.

## Modèles d'avions utilisés

### Avions remorqueurs de cibles
Voici une liste non exhaustive d'avions remorqueurs de cibles.

#### Avions conçus comme tels
- Bell RP-63
- EKW C-3603-1
- EFW C-3605
- Hawker Henley
- Miles Martinet
- Miles Monitor
- Short Sturgeon[1]

Le Bell RP-63 est bien un avion conçu ab-initio pour le remorquage de cibles, et non un Kingcobra modifié.

#### Avions modifiés
| - Armonstrong-Whitworth Meteor TT Mk-20 - Blackburn Botha TT Mk-I - Blackburn Skua TT Mk-I - Boulton Paul Defiant TT Mk-I - Bristol Bolingbroke TT Mk-I - Dassault Falcon 20 | - De Havilland Vampire Mk-52 - Fairey Battle TT Mk-I - Hawker Hart T Mk-IIA - Lockheed F-104DJ - Miles Master T Mk-III - Vickers Wellesley TT Mk-I |

Les deux lettres TT dans la désignation des avions britanniques signifient « Target Tug », soit « remorqueur de cible » en français.

### Avions de guidage de drones-cibles
- Douglas DB-26J Invader
- Lockheed DC-130 Hercules
- Martin JM-1D Marauder

## Galerie photographique

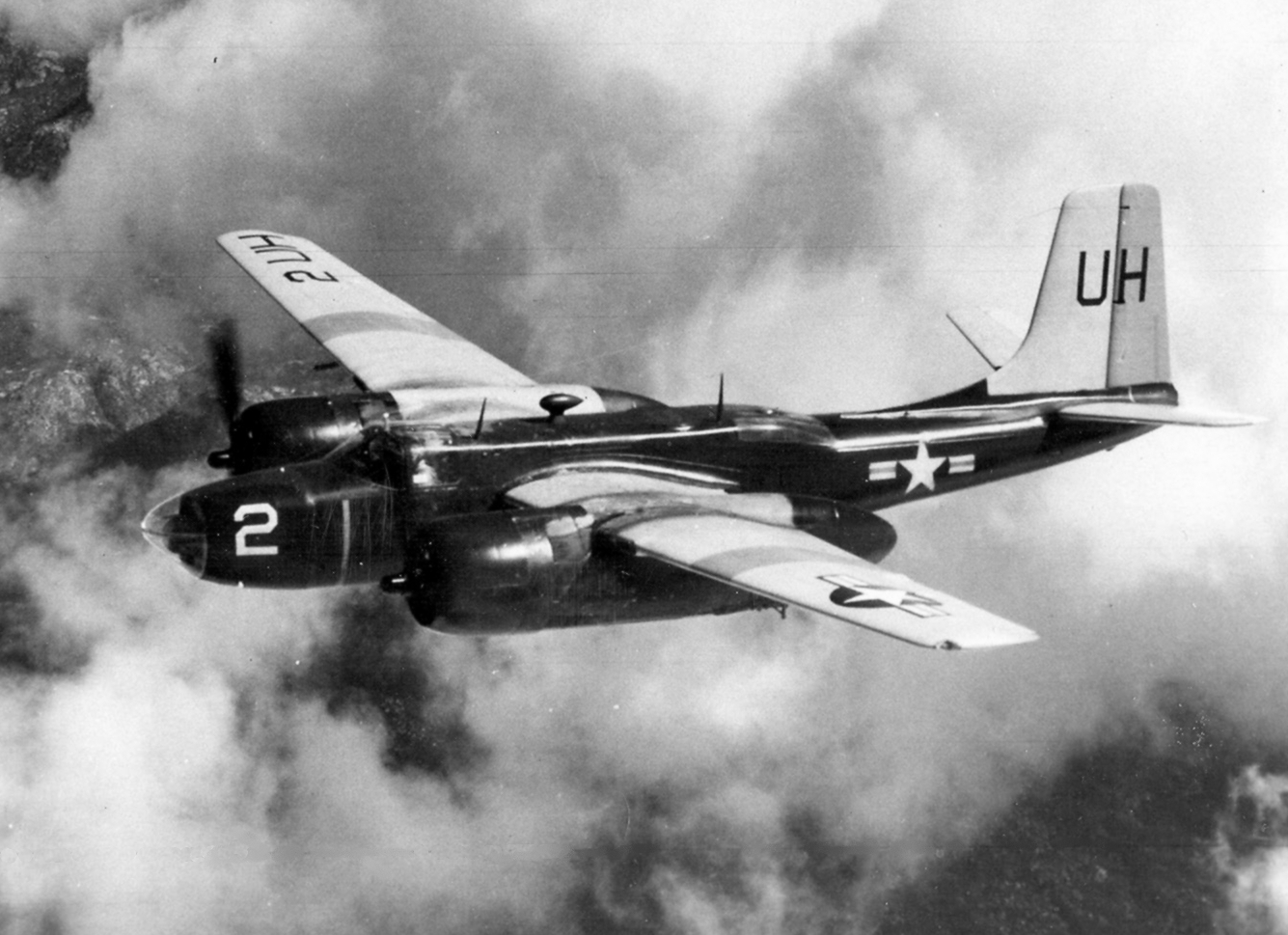
Douglas DB-26J Invader américain.
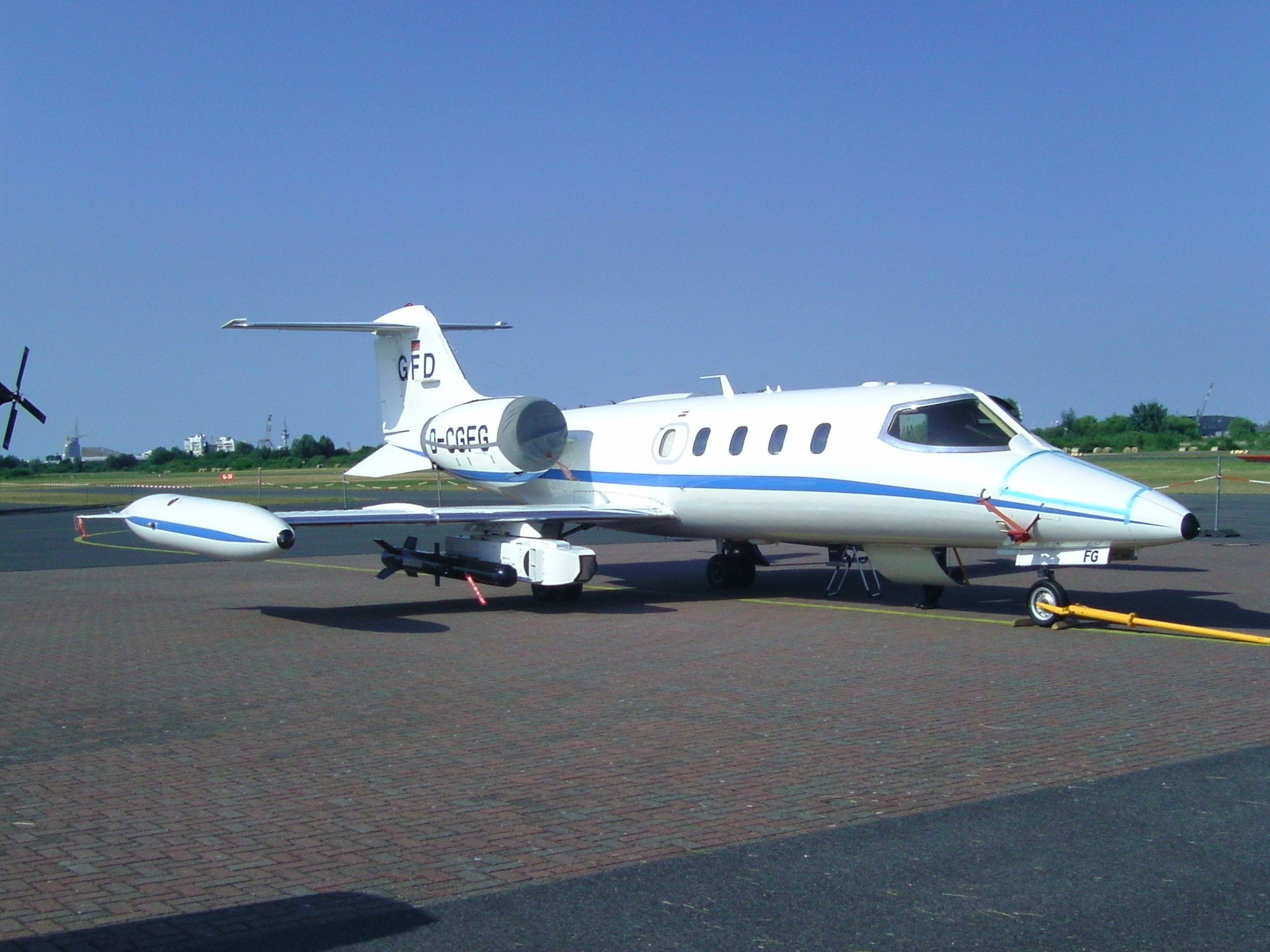
Learjet de remorquage de cibles.
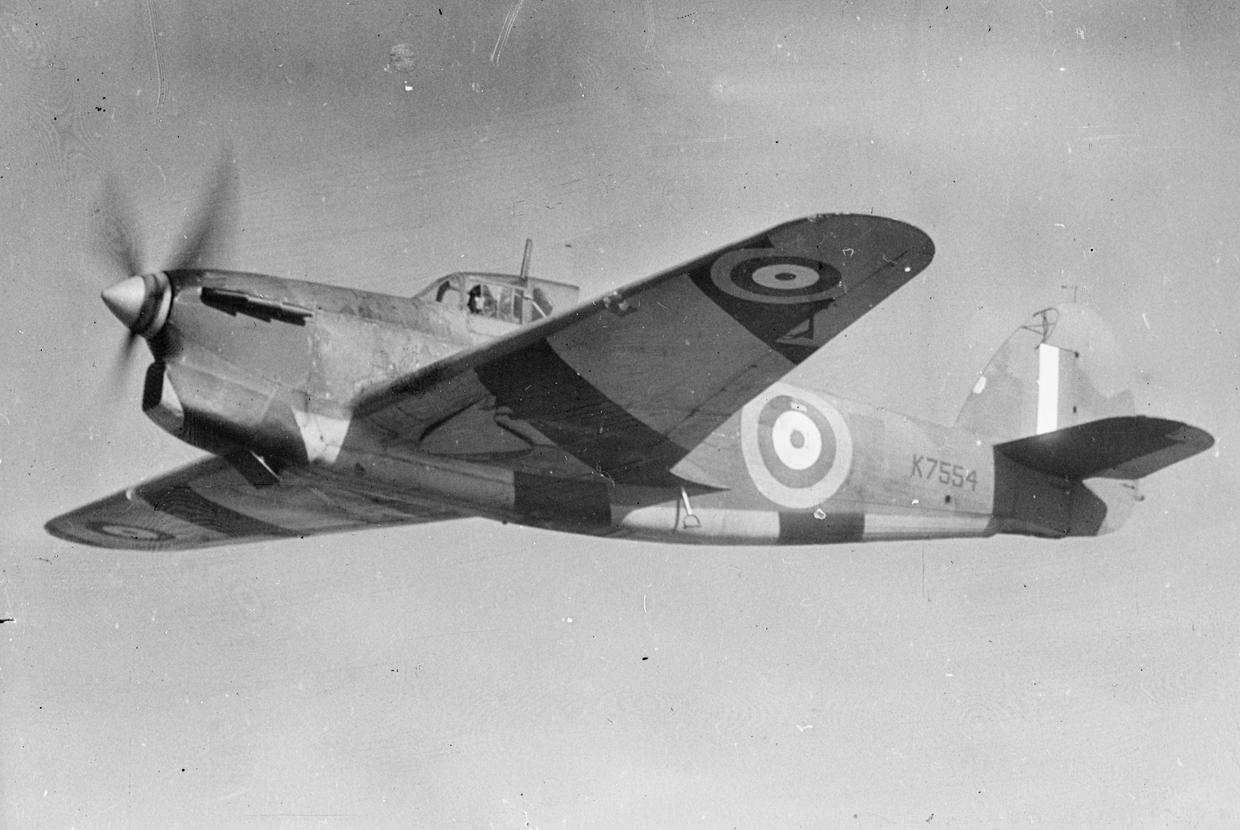
Hawker Henley de la RAF.
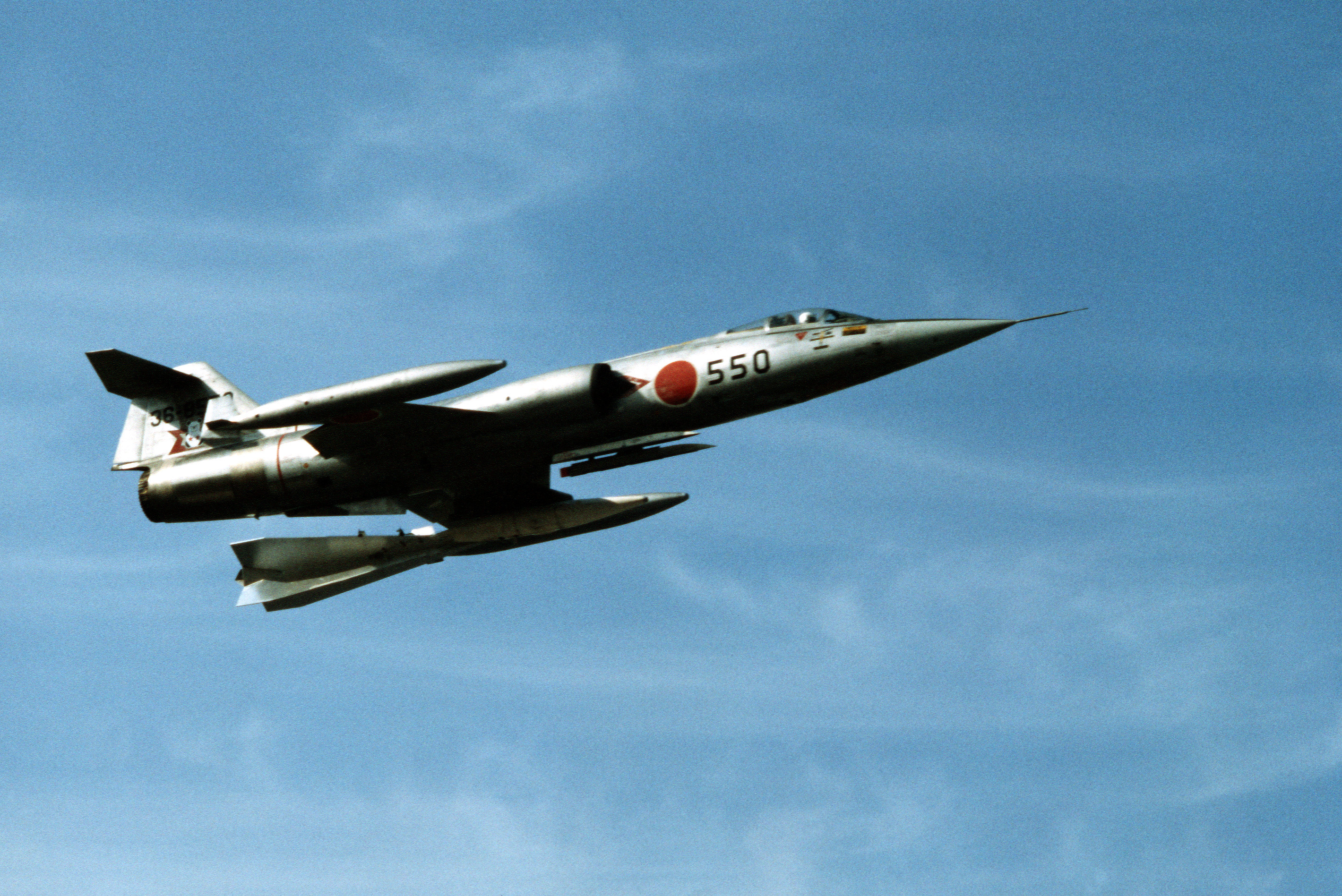
Lockheed F-104DJ japonais.
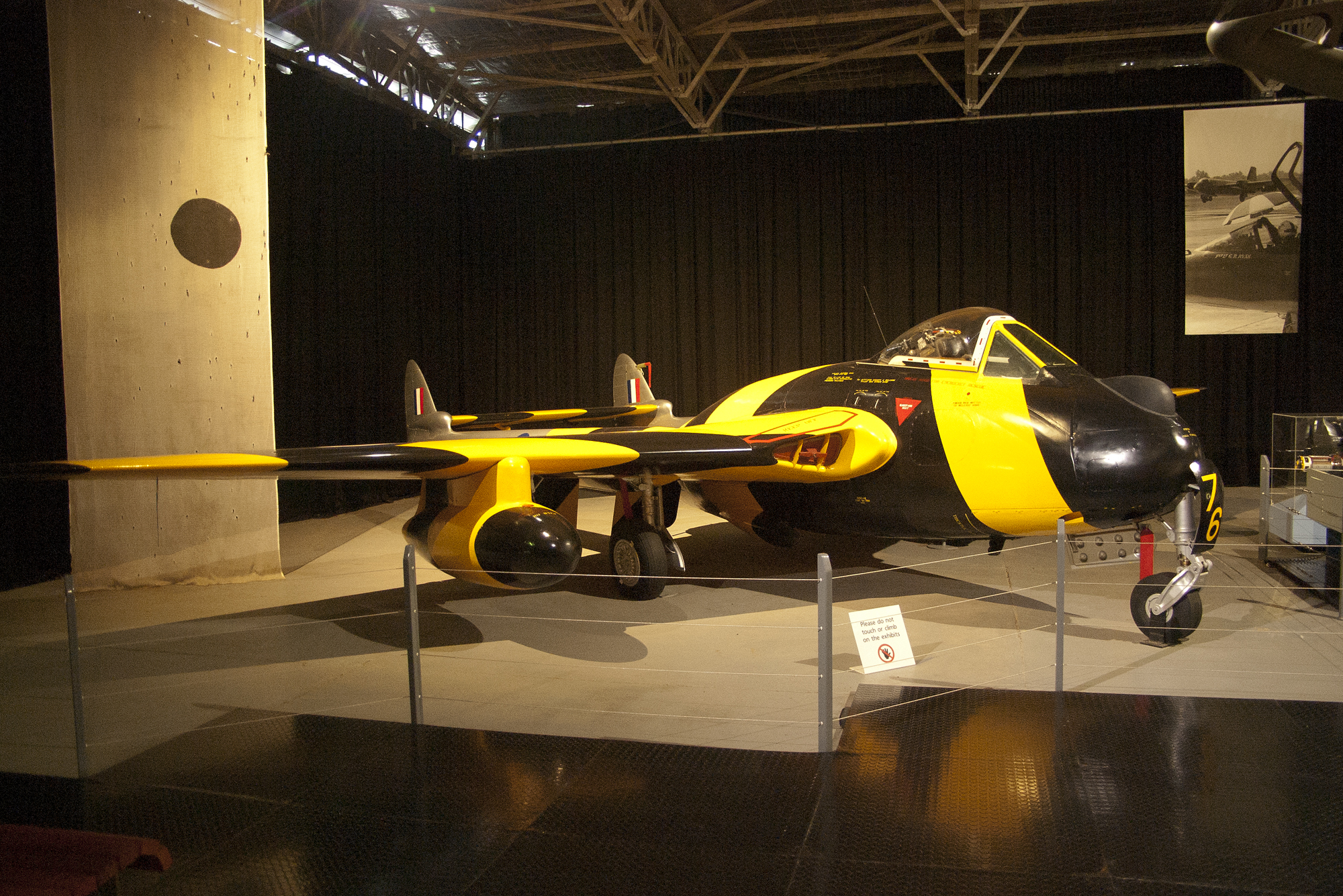
De Havilland Vampire australien.
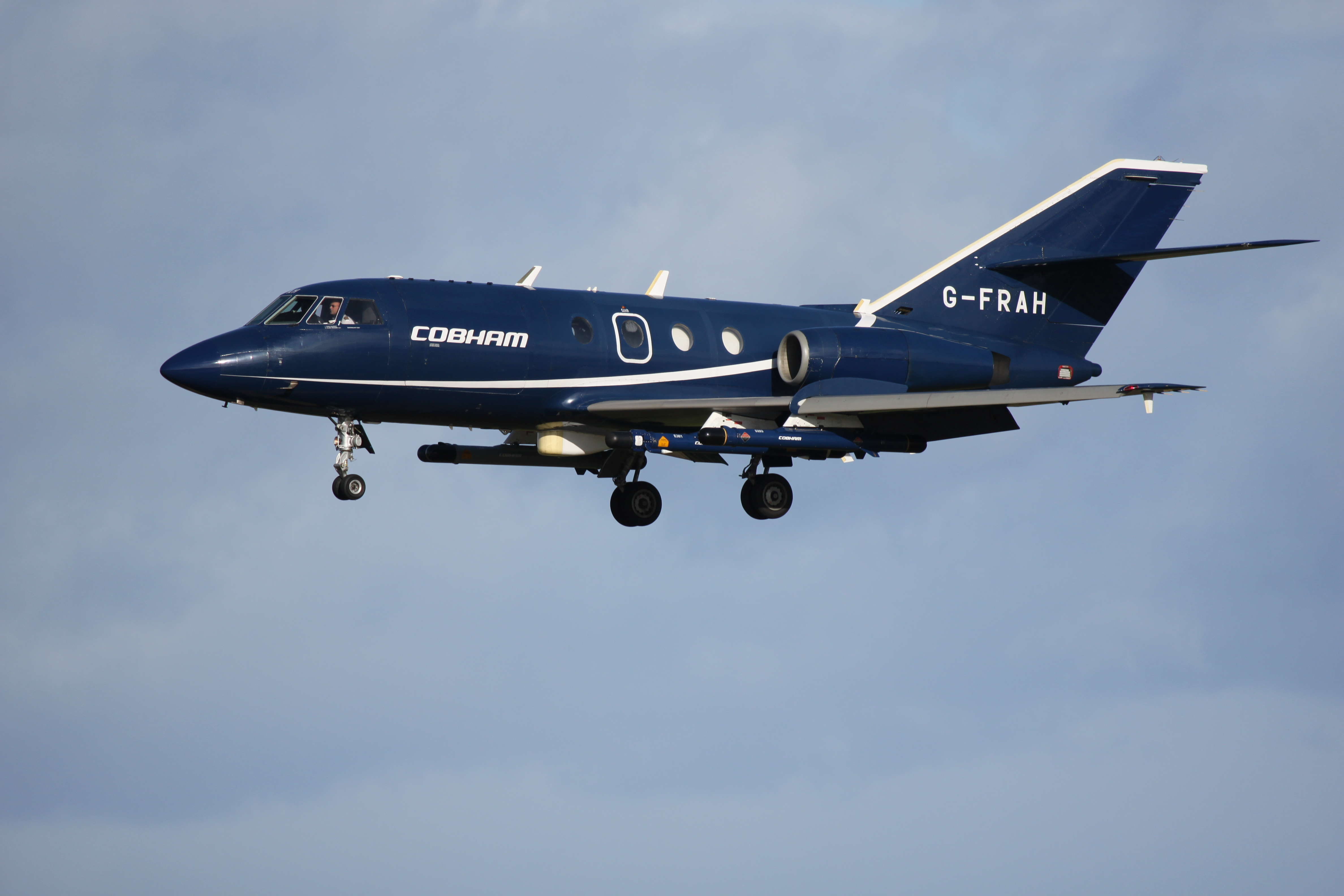
Dassault Falcon 20.
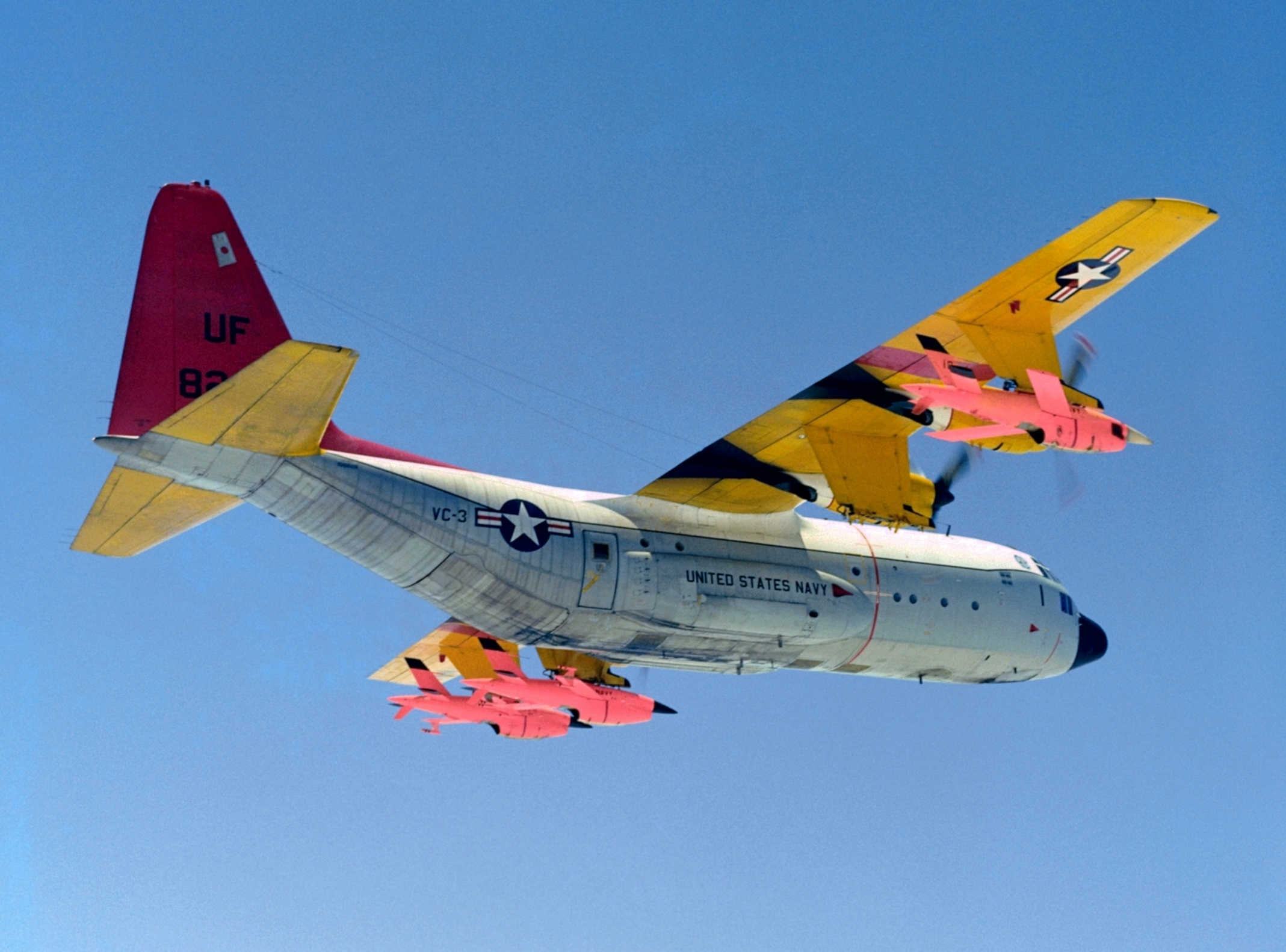
Lockheed DC-130 Hercules américain.